# Rivelatore di senso ciclico
Il rivelatore di senso ciclico non è un vero e proprio strumento di misura, (per altri strumenti di misura vedi Strumenti di misura per grandezze elettriche). Nelle linee elettriche con più di una fase (bifasi, trifasi, trifasi con neutro, esafasi ecc.) per poter definire completamente il sistema, oltre alle misure di tutte le tensioni, di tutte le correnti e di tutti gli sfasamenti
tra le tensioni e le correnti rispettive (o di misure analoghe a queste) è indispensabile conoscere anche l'ordine di successione delle fasi, cioè l'ordine con cui le varie fasi si seguono.
Esiste un apparecchio capace di determinare quest'ordine che si chiama rilevatore di senso ciclico o indicatore di senso ciclico oppure sequenzioscopio o anche sequenzimetro.
Qui vedremo solamente gli indicatori di senso ciclico per le linee trifasi e trifasi con neutro.
Se abbiamo una linea trifase con neutro è abbastanza semplice capire quale dei quattro fili è il neutro. Il neutro
è quel filo che, quando viene misurata la tensione rispetto a uno qualunque degli altri fili, dà il valore minimo.
Ora rimane da determinare l'ordine di successione dei restanti tre fili.
Esistono due tipi distinti di indicatori di senso ciclico:
- Indicatore di senso ciclico rotante
- indicatore di senso ciclico statico

## Indicatore di senso ciclico rotante
Questo tipo di indicatore di senso ciclico è concettualmente il più ovvio, è formato da tre elettromagneti identici posti a 120° meccanici tra loro e questi elettromagneti agiscono su un disco in grado di ruotare sul proprio asse. I tre elettromagneti sono collegati a stella (un capo delle tre bobine degli elettromagneti è collegato tra loro). L'altro capo delle tre bobine degli elettromagneti è collegato a dei morsetti esterni contrassegnati con vari simboli (esempio: 1, 2, 3 oppure R, S, T oppure U, V, Z). Quando questi tre morsetti vengono collegati in derivazione alla linea esistente creano un campo rotante che agisce sul disco. Il disco, grazie a questo campo rotante, si comporta come un piccolo motore asincrono e si mette a ruotare in un verso o nell'altro. Il campo rotante ruota sicuramente seguendo il senso ciclico delle fasi ed anche il disco farà la medesima cosa. L'ordine corretto con cui deve ruotare il disco è segnato sullo strumento con una freccia o simile, tale freccia è anche disegnata sul disco medesimo.

Se il disco ruota nel senso indicato sullo strumento significa che abbiamo individuato correttamente i fili del nostro sistema trifase.

Se il disco ruota nel senso contrario a quello indicato sullo strumento significa che dobbiamo invertire due collegamenti ed avremmo individuato il senso ciclico corretto.

## Indicatore di senso ciclico statico
Questo indicatore di senso ciclico è formato da due lampade ad incandescenza identiche tra loro e da un condensatore di capacità opportuna. Questi tre elementi (il condensatore e le due lampade) sono collegati a stella e l'altro capo di questi elementi è collegato, come nello strumento precedente, a dei morsetti esterni contrassegnati con vari simboli (esempio: 1, 2, 3 oppure R, S, T oppure U, V, Z). Quando questi tre morsetti vengono collegati in derivazione alla linea esistente si crea una forte dissimmetria nelle varie correnti che attraversano lo strumento e perciò i tre elementi che lo compongono. Senza entrare troppo nello specifico, (la spiegazione è piuttosto complessa e abbastanza tecnica) ai capi delle due lampade ad incandescenze si vengono a creare due tensioni estremamente differenti e perciò diversamente accese (o meglio, una lampada sarà accesa in modo regolare visto che sarà alimentata da una tensione relativamente alta, l'altra sarà praticamente spenta visto che la tensione che la alimenta è molto piccola). Se vengono invertiti solamente due morsetti la lampada che prima era accesa si spegne e viceversa. Nella custodia dello strumento sono visibili dall'esterno le due lampade e sull'involucro esterno sono disegnate due frecce (una freccia per ogni lampada) in modo da capire esattamente qual è l'ordine di successione delle fasi.

### Indicatore di senso ciclico elettronico
Esiste un altro indicatore di senso ciclico statico usato comunemente dagli elettricisti. Questo strumento è completamente elettronico ed è chiamato comunemente duspol, è composto da uno strumento vero e proprio da due o tre (dipende da come sono costruiti) puntali. I puntali sono contrassegnati. Spesso questo strumento si trova integrato ad un multimetro in grado di misurare anche le varie tensioni del circuito sotto esame.

Collegando i due puntali su due morsetti possiamo avere solo due casi:

Un LED (o qualche cosa di simile) si accende oppure rimane spento.

Con una sola prove è facile dedurre con quale senso si susseguono le fasi nel nostro sistema in base a come è costruito lo strumento medesimo.

Es. se colleghiamo in nostro strumento tra due morsetti e la lampada si accende avremmo, per esempio, individuato il morsetto R ed il morsetto S (il terzo morsetto sarà sicuramente il morsetto T).

Se invece la lampada non si accende avremmo, seguendo l'esempio precedente, individuato il morsetto S ed il morsetto R, ed anche in questo caso il terzo morsetto sarà sicuramente il morsetto T.

Con uno strumento così congegnato è possibile rivelare il senso ciclico della fase anche in un sistema multifase (esafase, ecc.).